# أبو محمد المقدسي
عاصم بن محمد بن طاهر البرقاوي أو أبو محمد المقدسي أردني من أصل فلسطيني يعتبر من أبرز منظري تيار السلفية الجهادية اشتهر بسبب نشره لكتاب يكفر الدولة السعودية. قامت السلطات الأردنية بسجنه مرات كثيرة بسبب آرائه. واعتبر أستاذ لأبي مصعب الزرقاوي عندما جمعهما السجن.

## النشأة

### نسبه
هو أبو محمد، عصام بن محمد بن طاهر بن محمد بن محمود بن سليمان، البرقاوي^ مولدًا، ثم المقدسي شهرةً، الحافي ثم العتيبي نسباً. من قرية برقة من أعمال نابلس ولد فيها عام 1378هـ الموافق 1959م وإليها نسبته بالبرقاوي لا إلى برقا عتيبة فهو من الروقة.

### الدراسة
ترك فلسطين بعد ثلاث أو أربع سنين من ولادته ورحل مع عائلته إلى الكويت حيث مكث فيها إلى أن أكمل دراسته الثانوية وفي أواخر دراسته الثانوية التزم مع الجماعات الإسلامية. ثم درس العلوم في جامعة الموصل بشمال العراق استجابة لرغبة والده، أما أمنيته هو فقد كانت دراسة الشريعة في المدينة المنورة للدراسة على المشايخ في المسجد النبوي، فراسل بعض المشايخ لتحقيق هذه الأمنية فبعث له الشيخ ابن باز ببرقية يعده فيها بدخول الجامعة في الحجاز فقطع دراسته في العراق بعد ثلاث سنين وسافر إلى المدينة لأجل ذلك وتنقل في الحجاز وكان له هناك احتكاك واتصال جيد بطلبة العلم، وبعض المشايخ الذين أخذ عنهم بعض مفاتيح العلم ممن لم يشفوا غليله فيما يبحث عنه الشباب من بصيرة في الواقع وتنزيل الأحكام الشرعية الصحيحة عليه، والموقف الصريح من حكام الزمان والسبيل الواضح إلى تغيير واقع الأمة. فعكف على مطالعة كتب شيخ الإسلام ابن تيمية وتلميذه ابن القيم وكتب الشيخ محمد بن عبد الوهاب وتلاميذه وأولاده وأحفاده من أئمة الدعوة النجدية التي تعرف إليها أول ما تعرف من نسخة قديمة للدرر السنية في مكتبة المسجد النبوي فعكف عليها وقتاً طويلاً، فكان لهذه الكتب بالتحديد أثر عظيم في توجهه بعد ذلك فكان من ثمرات هذا العكوف أول كتاباته المهمة وهو كتابه ملة إبراهيم الذي يظهر فيه واضحاً تأثره بأئمة الدعوةالنجدية وكتباتهم.

### التنقل والمؤلفات والدعوة
لم يتيسر له حلمه بدخول الجامعة الإسلامية لمجاورة المسجد النبوي مدة أطول فسافر إلى باكستان وأفغانستان مراراً وتعرف خلالها على مشايخ كثيرين وجماعات من أنحاء العالم الإسلامي، وشارك ببعض الأنشطة التدريسية والدعوية هناك فدرس في المعهد الشرعي للقاعدة بتزكية من الشيخ سيد إمام - الدكتور فضل - وتعاون معه في القضاء الشرعي بين الإخوة في معسكر القاعدة وكان على علاقة طيبة مع الشيوخ أيمن الظواهري وأبي عبيدة البنشيري وأبي حفص المصري وأبي مصعب السوري وغيرهم من السلفيين وطلبة العلم الذين جمعتهم ساحة أفغانستان وهناك كان أول طبعة لكتاب ملة إبراهيم الذي كان من أول كتاباته المهمة.
كما كانت له جولات ومواجهات مع من يسميهم بالكفار تمخضت عن بعض المصنفات من أهمها «الرسالة الثلاثينة في التحذير من الغلو في التكفير». وفي المقابل كان له جولات أخرى ومواجهات مع جماعات التجهم والإرجاء تمخضت عن عدة كتب منها «إمتاع النظر في كشف شبهات مرجئة العصر» و«تبصير العقلاء بتلبيسات أهل التجهم والإرجاء» و«الفرق المبين بين العذر بالجهل والإعراض عن الدين» وغيرها.
استقر به المقام في المملكة الأردنية الهاشمية عام 1992 ليدعوا الناس إلى ما سماه «أن اعبدوا الله واجتنبوا الطاغوت» وبدأ بإعطاء عدد من الدروس والاتصال بعدد من الإخوة ممن كان لهم مشاركة في الجهاد الأفغاني وغيرهم. فأخذت هذه الدعوة تنتشر في طول البلاد وعرضها والتي كانت مخالفة للقانون الأردني فسجن المقدسي وجماعته بتهمة ازدراء النظام، وتنبهت الجهات الأمنية الأردنية لنشاط المقدسي على إثر نشر كتاب «الديمقراطية دين» الذي نشر ووزع مع الانتخابات البرلمانية ليتم ملاحقة السلفيين وكل من له اتصال بدروس الشيخ أو حيازة لكتاباته واعتقل عدد منهم.

## السجن
وفي عام 1994 اعتقل الأردن أعضاء تنظيم بيعة الإمام، أو ما يسميه أعضاءه جماعة التوحيد، وكان المقدسي من ضمنهم. وكان المقدسي قد أفتاهم بجواز القيام بعملية ضد قوات الاحتلال الصهيوني في فلسطين على إثر مذبحة المسجد الإبراهيمي في الخليل وأمدهم بقنابل وفرها لهم (كان قد جلب معه من الكويت بعد انسحاب الجيش العراقي كميةً من الذّخيرة عام 1992، وهربها ضمن أثاث بيته، وكانت عبارة عن خمسة ألغام مضادة للأفراد، وسبع قنابل يدوية، وعدّة صواريخ). كان تنظيم بيعة الإمام يضم المقدسي والزرقاوي وأبي قتيبة الأردني وغيرهم.
فحكم في محكمة أمن الدولة خمسة عشر عاماً واستغل جلسات المحاكمة بنشر دعوته المرتكزة على الدعوة إلى عبادة الله وحده واجتناب عبادة الطواغيت بجميع أنواع العبادة ومن ذلك التشريع الذي كان ينعته بشرك العصر وذلك بإلقاء الخطب والدروس على الحضور من القضاة والمحامين والناس من داخل قفص الإتهام، وكتب رسالة سماها «محاكمة محكمة أمن الدولة وقضاتها إلى شرع الله» سلمها إلى قاضي محكمة أمن الدولة كلائحة اتهام له وللنظام.
ثم واصل المقدسي دعوته داخل السجن وكتب العديد من رسائله هناك وكان من أوائل ما كتبه في السجن سلسلة «يا صاحبي السجن ءأرباب متفرقون خير أم الله الواحد القهّار» وقد ضمنها موضوعات متفرقة حول التوحيد، وملة إبراهيم، والعبادة، والشرك، ولا إله إلا الله ونواقضها وشروطها ولوازمها فانتشرت الدعوة بين المعتقلين. ومن كتاباته أيضاً «حوار بين عساكر التوحيد وعساكر الشرك والتنديد»، أمضى المقدسي نصف مدة الحكم الذي حكمته به محكمة أمن الدولة في سجون الأردن ثم أفرج عنه بعد ذلك مع استمرار التضيق عليه. فواصل كتاباته ودعوته واعتقل في أعقاب ذلك من قبل المخابرات الأردنية عدة مرات لفترات محدودة في أعقاب أي نشاط في البلد.

## نزاعات ومواقع
بعد أحداث 11 سبتمبر أفتى المقدسي بمشروعية هذه العمليات ودافع عن المهاجمين وألف رسالة بعنوان هذا ما أدين الله به، ثم اعتقل على إثر ذلك لعدة أشهر ثم خرج من المعتقل ليواصل دعوته وتحريضة على الجهاد.

## وصلات خارجية
- صفحة أبي محمد المقدسي على موقع التوحيد والجهاد.